# Eva Dworetzki
Eva Dworetzki (geboren 30. Oktober 1908 in Danzig, Deutsches Reich; gestorben 22. Oktober 1971 in London) war eine deutsch-britische Buchhändlerin.

## Leben
Eva Dworetzki war eine Tochter eines Getreide- und Futtermittelhändlers, ihre 1912 geborene Schwester Gertrud Meili-Dworetzki wurde Psychologin in der Schweiz. Dworetzki absolvierte ab 1928 eine Buchhändlerlehre in der Danziger Filiale des Königsberger Verlegers Gräfe und Unzer. Unter dem auch im Freistaat Danzig grassierenden antisemitischen Druck musste sie 1934 ihre Stelle kündigen und gründete mit Wilhelm Riemer die Weichsel-Buchhandlung. 1938 wurde die Firma arisiert.
Dworetzki floh nach England und fand eine Arbeit bei John & Edward Bumpus Ltd. Booksellers, bei dem auch Fritz Homeyer untergekommen war, von dem sie 1952 die Leitung der Fremdsprachenabteilung übernahm. Als Bumpus sich 1959 verkleinerte, wechselte sie zur Universitätsbuchhandlung Dillons und erwarb sich dort hohe Anerkennung, auch aufgrund ihres illustren Kundenkreises. Auf der Frankfurter Buchmesse genoss sie in den 1960er Jahren den Status eines Ehrengastes und wurde von deutschen Journalisten als Vertreterin deutscher Literatur im Ausland interviewt. Dworetzki beriet den Suhrkamp Verlag bei der Konzeption der Edition Suhrkamp. Bei einer Umorganisation von Dillons schied sie 1970 aus.